# Sonic: Super jež 3
Sonic: Super jež 3 (eng. Sonic the Hedgehog 3) je akcijsko-avanturistička komedija iz 2024. temeljena na seriji videoigara. Kao treći u serijalu filmova Sonic: Super jež, režirao ga je Jeff Fowler, a napisali Pat Casey, Josh Miller i John Whittington. Jim Carrey, Ben Schwartz, Colleen O'Shaughnessey, James Marsden, Tika Sumpter i Idris Elba repriziraju svoje uloge, a glumačkoj ekipi pridružio se Keanu Reeves. U filmu se Sonic, Tails i Knuckles suočavaju sa Shadowom (Reeves), koji se udružuje s ludim znanstvenicima Ivom i Geraldom Robotnikom u potrazi za osvetom čovječanstvu.
Sonic: Super jež 3 najavljen je u veljači 2022. tijekom ViacomCBS-ovog događaja za investitore prije izlaska filma Sonic: Super jež 2 (2022.). Zbog štrajka SAG-AFTRA 2023., snimanje animiranih likova započelo je u srpnju 2023. u Surreyju u Engleskoj, a snimanje s glumcima započelo je tog studenog u Londonu. Produkcija je završila do ožujka 2024. Radnja crpi elemente iz videoigara Sonic Adventure 2 (2001.) i Shadow the Hedgehog (2005.). Keanu Reeves je odabran zbog „paralela” između njegove izvedbe u filmovima o Johnu Wicku i Fowlerove vizije za Shadowa.
Sonic: Super jež 3 premijerno je prikazan na Empire Leicester Squareu u Londonu 10. prosinca 2024., a Paramount Pictures ga je objavio u Sjedinjenim Državama 20. prosinca. Dobio je pozitivne kritike, s pohvalama za izvedbe Carreya i Reevesa, te je zaradio 234,5 dolara milijuna diljem svijeta do kraja 2024. s proračunom od 122 milijuna dolara. Četvrti film serijala je u razvoju.

## Radnja
Godine 1974. meteorit donosi ježa Shadowa u Oklahomu, gdje nad njim vojska provodi eksperimente pod vodstvom Geralda Robotnika. Nakon što Geraldova unuka Marija pogine tijekom njihovog pokušaja bijega, Shadow završava u hibernaciji na 50 godina.
Nakon buđenja, Shadow počinje raditi kaos u Tokiju, pa Tim Sonic (Sonic, Tails i Knuckles) dobiva zadatak zaustaviti ga. Otkriva se da Gerald Robotnik planira iskoristiti orbitalni laser „Udar eklipse” kako bi se osvetio za Marijinu smrt. Nakon što se Sonic i Shadow sukobe u svojim super formama, Sonic uspijeva uvjeriti Shadowa da osveta nije rješenje.
Gerald Robotnik otkriva da želi uništiti cijelu Zemlju, što dovodi do završnog sukoba u kojem on pogiba, a njegov unuk Ivo i Shadow naizgled žrtvuju svoje živote da spase planet. U epilogu se otkriva da je Shadow preživio, a Sonic susreće novi lik - Amy Rose.

## Glavne uloge
- Ben Schwartz - Sonic
- Colleen O'Shaughnessey - Tails
- Idris Elba - Knuckles the Echidna
- James Marsden - Tom Wachowski
- Tika Sumpter - Maddie Wachowski
- Jim Carrey - Gerald Robotnik i Ivo Robotnik
- Keanu Reeves - Shadow
- Natasha Rothwell - Rachel
- Adam Pally - Wade Whipple
- Lee Majdoub - Agent Stone
- Tom Butler - General Walters

## Glasove posudili
| Ime         | Original               | Hrvatska verzija |
| ----------- | ---------------------- | ---------------- |
| Sonic       | Ben Schwartz           | Luka Bulović     |
| Robotnik    | Jim Carrey             | Ivan Šarić       |
| Gerald      | Jim Carrey             | Ivan Šarić       |
| Tails       | Colleen O'Shaughnessey | Amanda Prenkaj   |
| Tom         | James Marsden          | Ivan Đuričić     |
| Knuckles    | Idris Elba             | Domagoj Janković |
| Shadow      | Keanu Reeves           | Marko Jelić      |
| Maddie      | Tika Sumpter           | Ana Magud        |
| Agent Stone | Lee Majdoub            | Ivan Dečak       |

### Ostali glasovi:
- Iskra Jirsak
- Dušan Gojić
- Daria Knez
- Ronald Žlabur
- Rina Radmilov
- Marko Cindrić
- Igor Jurinić
- Martin Kuhar
- Nikica Viličić
- Boris Barberić
- Martina Kapitan Bregović
- Nikola Podkrajac

### Sinkronizacija
- Sinkronizacija: Duplicato Media d.o.o.
- Redatelj dijaloga: Luka Rukavina
- Prijevod i adaptacija: Davor Slamnig

## Vanjske poveznice
- Službena stranica
- Sonic: Super jež 2 u internetskoj bazi filmova IMDb-a (engl.)
- Sonic: Super jež 3 na Rotten Tomatoes (engl.)